# Rövarkungens ö
Rövarkungens ö är ett musikalbum av Nationalteatern. Albumet gavs ut 1980 på LP av skivbolaget Nacksving och på CD 1991 av MNW. Skivan innehåller sex låtar skrivna av Ulf Dageby, varav titellåten är över 12 minuter lång.

## Låtlista
1. Vi fortsätter spela rock & roll men vi håller på att dö (Ulf Dageby) - 5:51
2. Sent en lördag kväll (Ulf Dageby) - 3:52[a]
3. Rövarkungens ö (Ulf Dageby) - 12:13
4. Söndag kväll (Ulf Dageby) - 5:36
5. Våld på öppen gata (Ulf Dageby) - 5:12
6. Stranden (Ulf Dageby) - 7:25

## Medverkande
- Totta Näslund – sång, gitarr
- Ulf Dageby – gitarr, sång
- Nikke Ström – bas, barytonsaxofon, flöjt, gitarr
- Lars-Eric Brossner – keyboards
- Håkan Nyberg – trummor
- Johannes Leyman – producent (tillsammans med bandet)